# Fulvio Balatti
Fulvio Balatti (* 3. Januar 1938 in Mandello del Lario; † 28. Oktober 2001 ebenda) war ein italienischer Ruderer, der 1960 Olympiadritter im Vierer mit Steuermann und 1961 Europameister mit dem Achter war.

## Sportliche Karriere
Der 1,85 m große Balatti ruderte für den betriebseigenen Sportverein von Moto Guzzi. Der Vierer des Vereins mit Fulvio Balatti, Romano Sgheiz, Franco Trincavelli, Giovanni Zucchi und Steuermann Ivo Stefanoni erreichte bei den Olympischen Spielen 1960 vor heimischem Publikum mit Siegen in Vorlauf und Halbfinale das Finale. Dort siegten die Deutschen vor den Franzosen, die Italiener gewannen zwei Sekunden hinter den Franzosen die Bronzemedaille.
1961 ruderten Balatti, Sgheiz, Zucchi und Stefanoni im italienischen Achter, der den Titel bei den Europameisterschaften in Prag gewann. Bei den Europameisterschaften 1963 in Kopenhagen traten Romano Sgheiz, Fulvio Balatti, Giovanni Zucchi und Luciano Sgheiz im Vierer ohne Steuermann an und gewannen Silber hinter den Deutschen. Ebenfalls 1963 siegte der Vierer ohne Steuermann bei den Mittelmeerspielen in Neapel. Im Olympiajahr 1964 erkämpften die vier Italiener hinter den deutschen und den Dänen Bronze bei den Europameisterschaften 1964 in Amsterdam. Bei den Olympischen Spielen 1964 in Tokio belegten die Italiener den letzten Platz im Vorlauf, konnten sich aber mit einem Sieg im Hoffnungslauf für das Finale qualifizieren. Im Finale siegten die Dänen vor den Briten und dem Boot aus den Vereinigten Staaten. Mit fast neun Sekunden Rückstand auf die Bronzemedaillengewinner belegten die Italiener den fünften Platz.